# Akner, Syunik
Akner là một đô thị thuộc tỉnh Syunik, Armenia. Dân số ước tính năm 2011 là 1349 người.